# Indraboddhi
Indraboddhi (Indrabhuti) byl králem legendární krajiny Odijany, mistr vadžrajány z Indie. Král Indraboddhi byl jedním z 84 - mahásiddhů a také samotným žákem Buddhy. Gautama Buddha králi Indrabhuti podle tradice a nauk tibetského buddhismu, předal nejhlubší techniky mantrajány., doplňujíc tímto třetí otočení kolem Dharmy. Jednoho dne přišel samotný král Indrabodhi k Buddhovi prosíc o nauky. Buddha poradil ať přijme mniší sliby. Král Indrabodhi však přiznal že není schopen dodržet tyto sliby z důvodů silného připoutání k smyslným potěšením. Král proto poprosil Buddhu o nauky kde by to nebylo překážkou, v jedné chvíli se Buddha Šakjámuni objevil jako Guhjasamádža s celou mandalou a překázal mu všechny nauky spojené s tímto jidamem nejvyšších tanter, kterými jsou Anuttara tantry.